# Велика бела чапља
Велика бела чапља (лат. Ardea alba, Casmerodius albus или Egretta alba) је врста птице из породице чапљи.

## Изглед
Велика бела чапља је широко распрострањена врста чапљи. Ова птица има изразито дугачак врат, прекривена је белим перјем и живи у бројним колонијама у свим деловима света. Највише их има у тропским пределима и то у близини воде, поред бара, мочвара и река чије су обале обрасле зеленилом.
Ова птица дугачка је 54-76cm, а тешка до 1,1kg. На њој је најупадљивије перје на раменима, много дуже и раскошније него на осталим деловима тела, док јој је перје на потиљку усправно. Чапље обично стоје држећи повијене вратове, док лете ноге им се вијоре, а глава је забачена уназад. Имају широка крила и дуг, раван кљун зашиљеног врха.

## Размножавање
После сезоне парења женка снесе 3-5 светлоплавих јаја. Од тренутка кад изађу из јаја младунци су под надзором једног од родитеља. Неколико недеља касније кад напуне нешто више од двадесет дана и довољно ојачају, младунци су спремни за напуштање гнезда и смештање на оближњим гранама одакле могу слободно изводити вежбе летења.

## Исхрана
Храни се претежно рибом и ситним животињама које може пронаћи у води. У плићацима бара и мочвара траже жабе, рибе и друге водене животиње.

## Галерија
- Бела чапља се храни
- Јаје
- Са зеленим "подочњацима"
- Са малим птићима
- Сан Франциско
- У Апатинском риту
- Бела чапља околина Пирота фебруар 2022.
- Бела чапља са главом у води.
- Бела чапља на Битсевском језеру